# Voyria aphylla
Voyria aphylla är en gentianaväxtart som först beskrevs av Jacquin, och fick sitt nu gällande namn av Persoon. Voyria aphylla ingår i släktet Voyria och familjen gentianaväxter. Inga underarter finns listade i Catalogue of Life.